# Catarhoe crebrolineata
Catarhoe crebrolineata là một loài bướm đêm trong họ Geometridae.